# Prolactal
Die Prolactal GmbH ist ein österreichisches Unternehmen mit Sitz in Hartberg, das Milch-, Molketrockenprodukte und Milch- und Molkederivate produziert und vertreibt. Sie geriet in das Medieninteresse als Hersteller des „Hartberger Quargels“, durch dessen erhöhte Listerienbelastung von Ende 2009 bis Anfang 2010 Menschen erkrankten und starben.
Im Januar 2015 wurden Prolactal und Rovita von ICL Food Solutions, einer Tochtergesellschaft der Israel Chemicals übernommen.

## Unternehmen
Prolactal geht zurück auf die 1986 gegründete Lactoprot Alpenländische Milchindustrie und Handels GmbH. Seit 1998 gehört das Unternehmen zum Linzer Milchkonzern Artax AG, der um 1995 von ehemaligen Managern der Austria Milch & Fleisch Genossenschaft gegründet wurde. Im Mai 2008 firmierte die Lactoprot Alpenländische Milchindustrie und Handels GmbH zur Prolactal GmbH um.
Neben dem Linzer Stammsitz verfügt Prolactal über zwei Werke in Hartberg und Wörgl und ein Vertriebsbüro in Wien. Nach eigener Aussage ist das Unternehmen in den Märkten von West- und Nordeuropa (insbesondere Deutschland) und Asien (Japan, China, Thailand).

## Listerienbelastung von Quargel
Prolactal produzierte die Sauermilchkäsemarke Hartberger Bauernquargel in der Steiermark. Der Käse wurde im deutschen und österreichischen Lebensmittelhandel unter verschiedenen Handelsmarken vertrieben. Nachdem sich Ende Oktober 2009 Listerien-Erkrankungen ungewöhnlich gehäuft hatten, konnten im Januar 2010 Produkte von Prolactal als Quelle identifiziert werden. Im Februar 2010 stellte die österreichische Agentur für Gesundheit und Ernährungssicherheit fest, dass auf Grund des Verzehrs von bei Prolactal hergestellten Sauermilchkäsen zwölf Menschen erkrankt waren, von denen sechs verstarben. Todesursächlich war eine Listeriose. Die Produktion des Käses wurde daraufhin komplett eingestellt. Nach behördlichen Erkenntnissen waren insgesamt 33 Personen in Deutschland, Österreich und Tschechien erkrankt, davon starben in Deutschland drei Personen und in Österreich fünf Personen (Stand 24. März 2010). In einer Pressemitteilung zeigte sich das Unternehmen erschüttert über die Vorfälle.
Geprüft wird weiters, ob eine kostenfreie Auslieferung von Käse an Sozialmärkte für Personen mit geringem Einkommen vor oder nach der Feststellung von Listerien erfolgt ist.
Laut Aussage eines ehemaligen Mitarbeiters seien auch Mitarbeiter an Listeriose erkrankt. Er beschuldigte dabei auch das Unternehmen, abgelaufene Säcke mit Enzymen für die Backwarenproduktion eingesetzt zu haben, was er mit Fotos belegen könne. Die steirische Arbeiterkammer ließ verlauten, sie wolle diesen Ex-Mitarbeiter auch gerichtlich unterstützen. Dreizehn an Listeriose erkrankte Personen fordern über den Verein für Konsumenteninformation, welcher vom Bundesministerium für Konsumentenschutz mit der Betreuung der Geschädigten beauftragt ist, von Prolactal Schadenersatz. Ob auch Trauerschmerzensgeld ein Thema ist, will Peter Kolba vom VKI nicht befördern: Das ist juristisches Neuland. Da will ich keine Erwartungen wecken. 2014 berichtete die österreichische Tageszeitung Die Presse vom Abschluss des Prozesses gegen die Mitarbeiter von Prolactal. Das Unternehmen wurde zu einer Geldstrafe von 100.000 € verurteilt, beide Geschäftsführer wurden zu einer bedingten Freiheitsstrafe von 18 Monaten verurteilt, von denen bei einem sechs Monate in eine unbedingte Geldstrafe von 7200 umgewandelt wurden. Die übrigen drei Angeklagten wurden freigesprochen. Wegen Beweismangels wurde einige Anklagepunkte zurückgewiesen, auch die Schadensersatzklage eines Betroffenen.
In Deutschland ermittelt die Staatsanwaltschaft Heilbronn beim Lebensmitteldiskonter Lidl, ob die Rückholung der Produkte bzw. die Warnungen rechtzeitig erfolgt sind, da eine Person gestorben ist, obwohl Lidl den ersten Rückruf schon durchgeführt hatte.
2013 berichtete das Nachrichtenmagazin Der Spiegel von einer gerichtlichen Verurteilung des Lebensmitteldiskonters Lidl.

### Politische Auswirkungen
Bundesminister Alois Stöger brachte am 23. März 2010 zum Lebensmittelsicherheitsgesetz einen Vorschlag für eine Novelle in den Ministerrat ein, welcher vom Ministerrat einstimmig angenommen wurde. Die Novelle soll in Zukunft die Information der Bevölkerung beschleunigen.
Gleichzeitig forderten auch die österreichischen Bauern eine klarere Regelung bezüglich der Kennzeichnung von Lebensmitteln und dass die Konsumenten genauer auf die verschiedenen Gütesiegel, wie dem für österreichische Produkte geltenden AMA-Gütesiegel, achten sollten, da sie sich als Produzenten ebenso angegriffen fühlten, obwohl keinerlei Rohstoffe österreichischer Provenienz seien. Im Rahmen der Untersuchungen hatte sich herausgestellt, dass Milch aus Deutschland bezogen worden war, die ursprünglich aus den Niederlanden stammte.